# Hołas wioski
Hołas wioski (biał. Голас вёскі) – kolaboracyjne pismo na okupowanej Białorusi podczas II wojny światowej
Gazeta zaczęła wychodzić 1 października 1941 r. w okupowanym Mińsku. Miała 8 stron. Nakład wynosił od 40 do 150 tys. egzemplarzy. Ukazywała się raz w tygodniu po białorusku. Redaktorami byli Jauchim Kipiel, Alaksiej Siankiewicz, M. Karalenka. Była przeznaczona dla ludności chłopskiej Okręgu Generalnego „Białoruś”. Publikowano w niej komunikaty wojenne z frontów II wojny światowej, zarządzenia niemieckich władz okupacyjnych, artykuły i felietony dotyczące przede wszystkim kwestii agrarnych, ale też historii i kultury Białorusi. Przypominała represje stalinowskie z lat 30., a szczególnie kolektywizację rolnictwa. Ogółem wyszło 130 numerów. Ostatni numer ukazał się 16 czerwca 1944 r., czyli krótko przed odzyskaniem Mińska przez Armię Czerwoną.